# Isaac Bashevis Singer

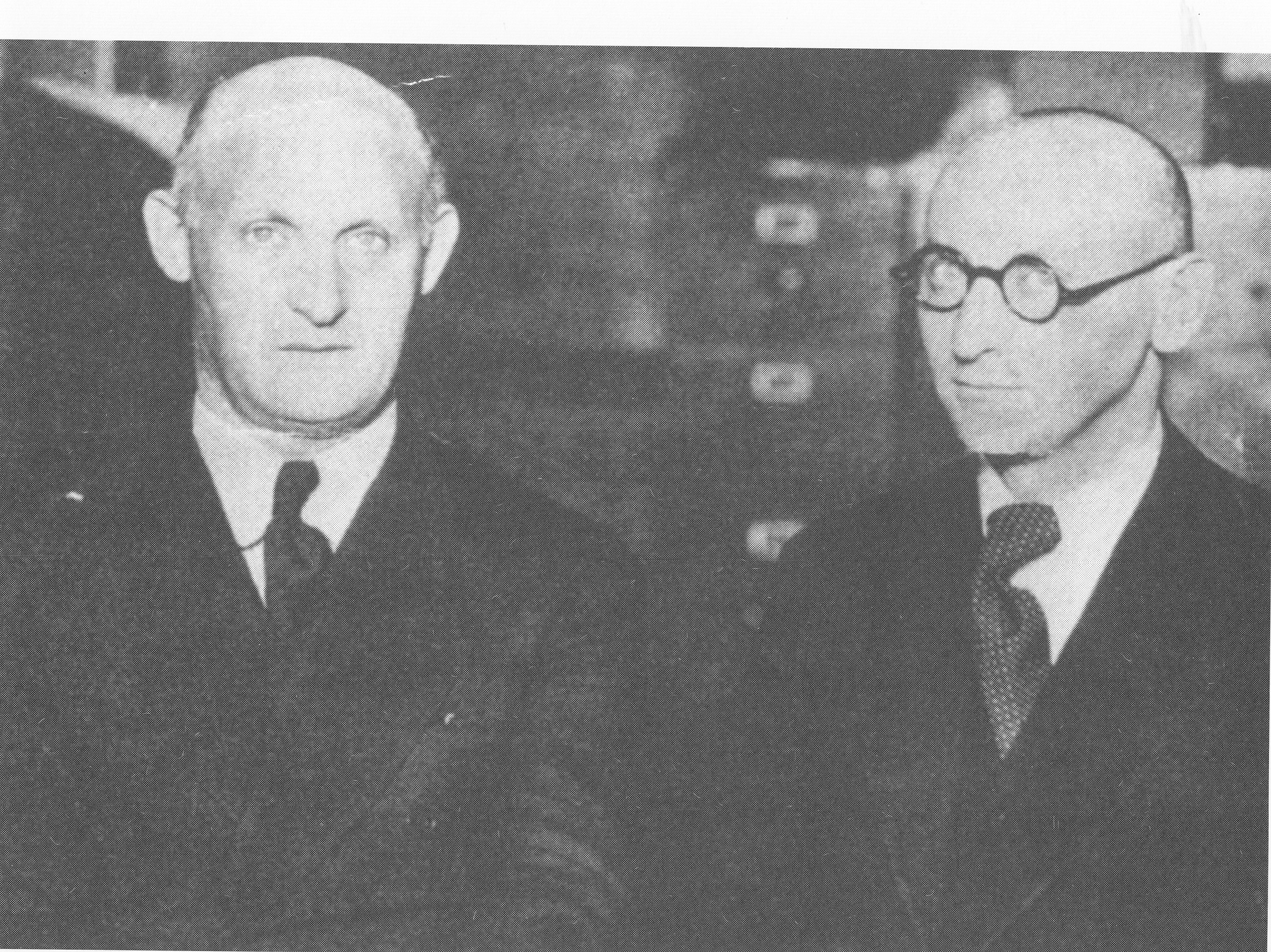
Isaac Bashevis Singer (till höger) och brodern Israel Joshua Singer, under 1930-talet.

Isaac Bashevis Singer (jiddisch: יצחק באַשעװיס זינגער), född 11 november 1903 i Leoncin, Kongresspolen, död 24 juli 1991 i Surfside, Florida, var en polskfödd amerikansk jiddischspråkig författare, även känd under pseudonymen Warshofsky. Han mottog Nobelpriset i litteratur 1978.

## Biografi
Singer växte upp i en rabbinsk familj, och bodde under sin ungdom i Warszawa och i  Biłgoraj. I likhet med sin äldre bror Israel Joshua Singer började han tidigt publicera journalistik och skönlitterära berättelser. Han utvandrade från Polen till USA 1935, där han kom att skriva för den jiddischspråkiga New York-tidningen The Forward (Jiddisch: פֿאָרװערטס; Forverts) samt publicera många romaner och noveller. Han tilldelades Nobelpriset i litteratur 1978, med motiveringen ”för hans intensiva berättarkonst, som med rötter i en polsk-judisk berättartradition levandegör universella mänskliga villkor”.
Hans berättelser är ofta fantasifulla, med stark dragning till livets mysterier och mystifikationer. De är skrivna för en publik som känner till europeiska judiska traditioner såväl som den jiddischkultur som hade sin mest fruktbara period i början av 1900-talet, men har ändå lockat många läsare från helt andra kultursfärer.
Bland de mest kända verken kan nämnas Satan i Goraj (svensk översättning Elsa Branting), en historisk roman om händelser kring Sabbatai Zvi, Trollkarlen från Lublin (svensk översättning Caj Lundgren) och de självbiografiska romanerna En dag full av glädje (svensk översättning Mårten Edlund) och Vilse i Amerika (svensk översättning Caj Lundgren). Novellen Jentl (svensk översättning Mårten Edlund), om en ung kvinna som klär ut sig till man för att få studera, har även blivit film med Barbra Streisand i titelrollen.
Singer skrev så gott som enbart på jiddisch men många av hans senare böcker översattes tidigt till engelska.
Han var en hängiven vegetarian, ”inte så mycket för min egen hälsa som för djurens hälsa”, som han uttryckte det, och skrev i förordet till boken Food for the Spirit (1987): ”Vegetarianism är min religion.”

## Svenska översättningar
(Samtliga översatta från engelska)
- Slaven (Der qnekt = The slave) (översättning Gunnar Barklund, Bonnier, 1966)
- Fiender: en berättelse om kärlek (Sonim, di Geshichte fun a Liebe) (översättning Mårten Edlund) (Trevi, 1974)
- Satan i Goraj (Satan in Goray, 1955) (översättning Elsa Branting, Forum, 1978)
- Trollkarlen från Lublin (Der Kunzenmacher fun Lublin, 1959 [följetong på jiddish i The Forward] = The magician of Lublin, 1960) (översättning Caj Lundgren, Bromberg, 1978)
- Geten Zlateh och andra sagor (Zlateh the goat, and other stories) (tillsammans med Maurice Sendak) (översättning Harriet Alfons, Bonnier, 1978)
- Ung man söker kärleken (A little boy in search of God) (översättning Caj Lundgren, Bromberg, 1979)
- Token Gimpel (Gimpel the fool and other stories) (översättning Mårten Edlund, Bromberg, 1979)
- Shosha (Shosha) (översättning Birgit och Mårten Edlund, Trevi, 1979)
- Rabbi Leib och häxan Kunigunda: sagor (When Shlemiel went to Warsaw and other stories) (översättning Mårten Edlund, Bromberg, 1979)
- Den korta fredagen (Short Friday) (översättning Mårten Edlund) (Bromberg, 1979) [häri ingår "Jentl, jeshivapojken", även utgiven separat 1983]
- Hästen Suss och gubben Naftali: sagor (Naftali the storyteller and his horse, Sus) (översättning Mårten Edlund, Bromberg, 1979)
- Passioner och andra berättelser (Passions) (översättning Birgit Edlund, Trevi, 1980)
- Gammal kärlek (Old love) (översättning Birgit Edlund, Bromberg, 1980)
- Familjen Moskat (The family Moskat) (översättning Caj Lundgren, Bromberg, 1980)
- Jacobys hus (The manor) (översättning Mårten Edlund, Bromberg, 1981)
- Godset (The estate) (översättning Mårten Edlund, Bromberg, 1981)
- Vilse i Amerika (Lost in America) (översättning Caj Lundgren, Bromberg, 1982)
- Jätten Golem: en saga (The Golem) (översättning Mårten Edlund, Bromberg, 1982)
- En dag full av glädje: berättelser om en pojkes uppväxt i Warszawa (A day of pleasure, 1969) (översättning Mårten Edlund, Bromberg, 1982)
- Botgöraren (The penitent) (översättning Mårten Edlund, Bromberg, 1984)
- Berättelser från Gamla och Nya världen (urval och förord av Mårten Edlund, till svenska av Birgit och Mårten Edlund, Bromberg, 1985)
- Kärlek och exil (översättare: Mårten Edlund ("Begynnelsen") och Caj Lundgren, Bromberg, 1986) [Innehåll: "Begynnelsen", "Liten pojke söker Gud", Ung man söker kärleken, Vilse i Amerika]
- Samtal med Singer (Conversations with Isaac Bashevis Singer) (tillsammans med Richard Burgin) (översättning Mårten Edlund, Bromberg, 1987)
- Markernas herre (The king of the fields) (översättning Birgit Edlund, Bromberg, 1988)
- Sagor [urval] (översättning Mårten Edlund, Bromberg, 1989)
- Den bittra sanningen: noveller (The death of Methuselah) (översättning Birgit Edlund, Bromberg, 1989)
- Avskum (Shoym = Scum) (översättning Birgit Edlund, Bromberg, 1991)
- Certifikatet (The certificate) (översättning Birgit Edlund, Bromberg, 1993)
- Filosofen i vindskupan: noveller (The Spinoza of Market Street) (översättning Birgit Edlund, Bromberg, 1994)
- Dårskaper (Meshugah = Meshugah) (översättning Birgit Edlund, Bromberg, 1995)
- Skuggor över Hudsonfloden (Sho tns baym Hodson = Shadows on the Hudson) (översättning Birgit Edlund, Bromberg, 2000)
- På vår gata: syndare och sanningssägare i min fars domstol (In my father's court och More stories from my father's court) (översättning Caj Lundgren, Bromberg, 2003)